# Todxs Nós
Todxs Nós (traduzido em inglês como "He, She, They" e em espanhol como "Todxs Nosotrxs") é uma série de televisão brasileira de comédia dramática. Criada por Vera Egito, Heitor Dhalia e Daniel Ribeiro. A primeira temporada estreou no HBO em 22 de março de 2020.

## Sinopse
Rafa, uma pessoa jovem não-binária de 18 anos deixa a sua família e a sua casa no interior para morar em São Paulo com o primo, Vini, e a sua melhor amiga, Maia surpreendendo ele e ela com a sua chegada.

## Elenco
- Kelner Macêdo como Vini
- Vanessa Pascale como Paula
- Marina Mathey como Tâmara
- Gilda Nomacce como Inês
- Bernardo de Assis como Paulo[3]

## Episódios
| N.º na série | N.º na temp. | Título                     | Dirigido por                | Escrito por                 | Exibição original   | Audiência (milhões) |
| ------------ | ------------ | -------------------------- | --------------------------- | --------------------------- | ------------------- | ------------------- |
| 1            | 1            | "Ser e Não Ser"            | Daniel Ribeiro & Vera Egito | Daniel Ribeiro & Vera Egito | 22 de março de 2020 | ASD                 |
| 2            | 2            | "O X da Questão"           | Daniel Ribeiro & Vera Egito | Daniel Ribeiro & Vera Egito | 29 de março de 2020 | ASD                 |
| 3            | 3            | "Porcos Privilégios"       | Daniel Ribeiro & Vera Egito | Daniel Ribeiro & Vera Egito | 5 de abril de 2020  | ASD                 |
| 4            | 4            | "O Destino deu Match"      | Daniel Ribeiro & Vera Egito | Daniel Ribeiro & Vera Egito | 12 de abril de 2020 | ASD                 |
| 5            | 5            | "Chega de Boy Lixo!"       | Daniel Ribeiro & Vera Egito | Daniel Ribeiro & Vera Egito | 19 de abril de 2020 | ASD                 |
| 6            | 6            | "Tretas, Pra Que te Quero" | Daniel Ribeiro & Vera Egito | Daniel Ribeiro & Vera Egito | 26 de abril de 2020 | ASD                 |
| 7            | 7            | "Existe Amor em SP?"       | Daniel Ribeiro & Vera Egito | Daniel Ribeiro & Vera Egito | 3 de maio de 2020   | ASD                 |
| 8            | 8            | "Agora é Guerra"           | Daniel Ribeiro & Vera Egito | Daniel Ribeiro & Vera Egito | 10 de maio de 2020  | ASD                 |

## Prêmios e indicações
| Ano  | Prêmio                                          | Categoria        | Resultado | Nota(s) | Ref.  |
| ---- | ----------------------------------------------- | ---------------- | --------- | ------- | ----- |
| 2020 | Rockie Awards International Program Competition | Série de Comédia | Indicado  |         | [ 5 ] |